# 349862 Modigliani
349862 Modigliani è un asteroide della fascia principale. Scoperto nel 2009, presenta un'orbita caratterizzata da un semiasse maggiore pari a 2,7800898 au e da un'eccentricità di 0,1030259, inclinata di 9,65575° rispetto all'eclittica.
È dedicato al pittore italiano Amedeo Modigliani.